# Иван Ђурђевић (фудбалер)
Иван Ђурђевић (5. фебруар 1977, Београд) је бивши српски фудбалер и тренутни фудбалски тренер. Играо је на позицији левог бека и левог крила. Био је тренер свих селекција пољског Лех Познања, а тренутно је тренер клуба Хробри Глогов.

## Играчка каријера
Рођен у Београду, прву професионалну утакмицу одиграо је за Рад 1996. године. У јануару 1998, отишао је у Шпанију где је наступао за Оренсе у другој и трећој лиги Шпаније. Након тога је провео пет година у Португалији где је укупно одиграо 154 утакмице и постигао 16 голова играјући за Фаренсе, Виторију Гимараис и Белененсес. Године 2007. је отишао у Пољску где је провео шест сезона у Лех Познању.

## Тренерска каријера
Након завршетка играчке каријере, Ђурђевић је остао у Леху да тренира омладински клуб. Дана 8. маја 2015, преузео је резервни тим Леха који је играо у трећој лиги Пољске. У мају 2018. постао је тренер сениорског тима.

## Успеси
Лех Познањ
- Екстракласа: 2009/10.
- Куп Пољске: 2008/09.
- Суперкуп Пољске: 2009.